# Lackminiaturen aus Mstjora

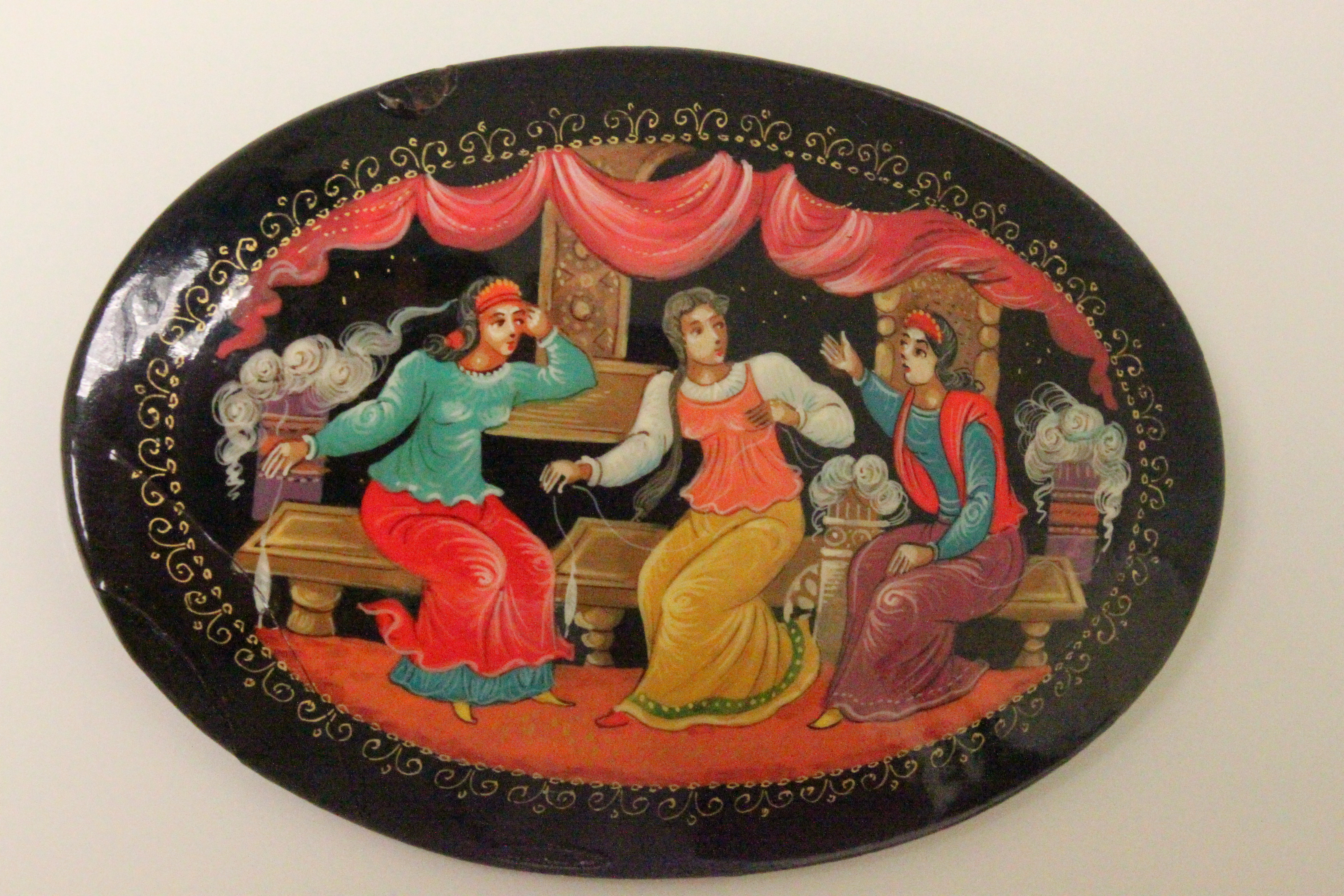
Lackminiatur aus Mstjora – Brosche: Illustration des Zar Saltan von Alexander Puschkin, nach dem gleichnamigen russischen Märchen (niedergeschrieben von Wladimir Dal); Auf der Rückseite steht der Beginn der Anfangszeile des Gedichtes „Три девицы под окном ...“: „Три девицы под окном, пряли поздно вечерком“ (deutsch: „Drei Mädchen am Fenster spannen spät am Abend“) (Bild der Rückseite)

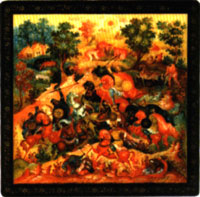
Lackminiatur aus Mstjora

Die vier Zentren der russischen Lackminiaturen: Fedoskino (1795), Palech (1924), Mstjora (1932), Cholui (1934)

Die Lackminiaturen aus Mstjora (russisch Мстёрская миниатюра, transkribiert Mstjorskaja miniatjura) sind traditionelle russische  Lack-Miniaturmalereien in Temperafarben auf Pappmaché. Die Sujets der Miniaturen aus Mstjora knüpften an die künstlerischen Traditionen der altrussischen Malerei und an die russische Volkskunst an. Als Themen dienten die Folkloren, die Geschichte und die Gegenwart.
Benannt sind diese Erzeugnisse des russischen Kunsthandwerks nach der Ortschaft Mstjora in der Oblast Wladimir, 250 km nordöstlich von Moskau gelegen. Der Name Mstjora kommt vom gleichnamigen Flüsschen Mstjora. Mstjora hieß bis zum 19. Jahrhundert Bogojawlenskaja Sloboda (russ. Богоявленская слобода). Sloboda ist eine Vorstadt vor einer Burg oder ähnlichem. Bogojawlenie (Богоявление) ist die Erscheinung des Herrn. Bogojawlenskaja Sloboda wurde 1628 erstmals schriftlich erwähnt. Die Namensähnlichkeit mit dem russischen Wort Master (der Meister) ist rein zufällig.
In 15 Kilometer Entfernung gibt es ebenfalls einen Ort Mstjora, der an der Bahnlinie Kowrow – Nischni Nowgorod liegt. Dieser Namensvetter entstand aus dem Bahnhof Mstjora. An den gradlinigen Bahnlinien wurden die Bahnhöfe nach der nächsten Ortschaft bezeichnet. Die Bahnlinien wurden früher nur zu diesen Ortschaften umgeleitet, wenn diese die Kosten dafür trugen.

## Geschichte
Die Ikonenmalerei beeinflusst den Malstil für die Lackminiaturen entscheidend.
Mstjora war eines der vier russischen Zentren der Lackminiaturen, neben Fedoskino (Lackminiaturen aus Fedoskino), Palech (Lackminiaturen aus Palech) und Cholui (Lackminiaturen aus Cholui). Alle Orte liegen im Goldenen Ring von Moskau – im Nordosten. Diese vier Zentren bildeten eine enge Gemeinschaft, die sich gegenseitig beeinflusste und bereicherte, wobei jedoch jedes der vier Zentren seinen individuellen Charakter in der Lackmalerei behielt.
Nach der Eroberung von Wladimir durch die Tataren 1238 waren viele Ikonenmaler in die unzugänglichen Wälder nordöstlich von Wladimir geflüchtet und suchten Zuflucht in den neu gegründeten Dörfern Palech, Mstjora und Cholui. Fedoskino hatte nicht diese alte Tradition der Ikonenmalerei, war dafür aber das erste Zentrum der Miniaturmalerei. Dort wurden bereits seit dem 18. Jahrhundert schwarze Lackschatullen dekoriert.

### Ikonenmalerei
Die drei Ikonenmalerdörfer in Russland waren: Palech, Mstjora und Cholui. Bereits im Mittelalter wurde in Mstjora die Kunst der Ikonenmalerei gepflegt. Da Mstjora (und Palech) zur alt-orthodoxen Kirche (russ. старовери/staroweri) gehörten, wurden deren Ikonen anfangs von der offiziellen Russisch-Orthodoxen Kirche abgelehnt.
Mstjora hatte unter den drei Ikonenmalerdörfern die ältesten Traditionen, da hier bereits seit dem Mittelalter Ikonen gemalt wurden. Typisch für Mstjora war die „byzantinische Manier“ der Ikonenmalerei, die sich über viele Jahrhunderte, bis zum Anfang des 20. Jahrhunderts, in Mstjora hielt. Die Werkstätten der Ikonenmaler wurden von Generation zu Generation in der Familie weitergegeben, fast der ganze Ort war mit der Ikonenmalerei beschäftigt.
Die Ikonenmalerei führt auch zu einer Blüte der Stickerei in Mstjora. Da nach russischer Tradition die Ikonenecken in den Häusern – ähnlich einem Hausaltar – mit Stickereien ausgeschmückt wurden. Beide Kunsthandwerke schlugen sich später in den Lackminiaturen nieder.

### Lackminiaturen
In den Jahren nach der Oktoberrevolution 1917 und dem russischen Bürgerkrieg wurden die Kirchen zerstört und ausgeraubt und mit den zunehmenden antireligiösen Aktivitäten der Kommunisten schien sich niemand mehr für Ikonen zu interessieren.
Da die Bolschewiken in ihrem Kampf gegen die Kirchen die sakrale Kunst untersagten, wurden die Ikonenmaler arbeitslos und mussten von sakralen Themen der Ikonenmalerei zu weltlichen Darstellungen übergehen. Die Maler der drei Dörfer griffen die Kunst der Miniaturmalerei aus Fedoskino auf.
Maxim Gorki plante 1923 eine Ausstellung zur russischen Volkskunst. Die Ikonenmaler der Wladimir-Region fertigten dafür Miniaturbilder an. Als Motive nahmen sie altrussische Märchen und literarische Werke. Danach stellten sie ihre Miniaturen auch erfolgreich zur Weltausstellung 1925 in Paris aus und zur Ausstellung in Mailand. Damit etablierte sich dieses Kunsthandwerk in den 1930er Jahren in Mstjora.
Im Januar 1923 wurde in Mstjora, ebenso wie in Palech, von einigen ehemaligen Ikonenmalern und Restauratoren für Ikonen, eine Genossenschaft für Altrussische Malerei (Артель древней живописи, Artel ist eine Genossenschaft) gegründet, die sich der Malerei auf Möbeln, Gebrauchsgegenständen und Spielsachen widmete. Die Begründer dieser Malerei in Mstjora waren unter anderem:
- A. I. Brjagin (А. И. Брягин)
- I. A. Fomitschjow (И. А. Фомичёв)
- E. W. Jurin (Е. В. Юрин)
- N. P. Klykow (Н. П. Клыков)
- A. F. Kotjagin (А. Ф. Котягин)
- E. Jurin (Е. Е. Юрин)
- W. N. Owtschinnikow (В. Н. Овчинников)
- I. N. Morosow (И. Н. Морозов)

Im Januar 1931 schickte die Genossenschaft eine Gruppe von Künstlern nach Moskau, um die Herstellung von Pappmaché zu erlernen. Eine weitere Künstlergruppe wurde nach Fedoskino geschickt, um dort das Lackieren und Polieren zu erlernen. Danach wurden auch in Mstjora Schatullen aus Pappmaché mit Lackminiaturen verziert. Im 60 km weiter nördlich gelegenen Palach hatte man bereits etwas eher mit der Miniaturmalerei auf Pappmaché begonnen. Die Genossenschaft für Altrussische Malerei wurde in den 1930er Jahren das Artel Proletarische Kunst (артель Пролетарское искусство) umbenannt, der ab 1960 eine Fabrik war. So wurde der Ort zu einem neuen, selbständigen Zentrum der Lackminiaturkunst.
Der erste herausragende Meister der Lackminiaturen aus Mstjora war Nikolai Prokowjewitsch Klikow (Николай Прокопьевич Клыков, * 1861–1944). Er war lange Zeit die treibende Kraft auf der Suche nach einem eigenen Stil für die Lackminiaturen aus Mstjora. In seinen frühen Werken folgte er der Tradition der alten russischen Miniaturen aus dem 15. und 16. Jahrhundert. Der Malstil von Stroganow sagte Klikow am meisten zu. Sergei Grigorjewitsch Stroganow (Сергей Григорьевич Строганов; * 8. November 1794 in St. Petersburg; 28. März ebenda) war auch der Begründer der Stroganow-Kunstschule in Moskau. Sein akribischer Malstil und die farbenprächtige Vielfalt seiner Bilder war für die Miniaturen auf Pappmaché am besten geeignet. Klikow schuf einen eigenen Stil für die Lackminiaturen, ohne sich von der traditionellen Maltechnik der Ikonenmalerei abzuwenden. Auf der Weltausstellung in Paris 1937 erhielt Klikows Werk „Dubrowski“ ein Diplom und eine Goldmedaille.
1960 wurde das Artel Proletarische Kunst in eine Fabrik umgewandelt.
Der Nachwuchs der Miniaturmaler wird in der Kunstfachschule „F. A. Modorow“ in Mstjora ausgebildet, die nach Fjodor Aleksandrowitsch Modorow (Федор Александрович Модоров, * 1890 in Mstjora; – 1967 in Moskau) benannt ist (Мстерское художественно-промысловое училище им. Ф.А. Модорова). Der größte Teil des Wissens zur Technik der Miniaturmalerei ist nicht aufgeschrieben. Die Kenntnisse, Geheimnisse und Erfahrungen werden von Generation zu Generation weitergegeben.
Zu den herausragenden Meistern aus Mstjora zählen unter anderem:
- N. I. Schischakow (Н. И. Шишаков)
- L. A. Fomitschjow (Л. А. Фомичёв)
- J. M. Wawanow (Ю. М. Ваванов)
- P. I. Sossin (П. И. Сосин).

In den 1960er und 1970er Jahren erlebte die Miniaturmalerei in Mstjora einen Aufschwung. Die Maler schufen nicht mehr nur Illustrationen von Mädchen, Liedern und Bylini (altrussischen Heldenepen), sondern selbständige Kompositionen. Häufig wurden die Helden der Oktoberrevolution thematisiert. Auch historische oder Architekturdenkmäler wurden oft gezeichnet.

## Besonderheiten
Typisch für die Lackminiaturen aus Mstjora die unkonventionelle Komposition des Bildes: die einzelnen Objekte sind übereinander oder in Schichten angeordnet und in unterschiedlichem Maßstab dargestellt, es werden Ereignisse aus verschiedenen Zeiten in einem einzigen Bild vereinigt. Die Bilder haben eine besondere Stilisierung in der Deutung der Formen, wobei grell-leuchtende Farbtöne bevorzugt werden. Die Motive wirken süß und naiv. Diese Naivität wirkt aber oft sublim und zeigt einen harmonischen, stabilen und farbenfrohen Lebensweg.
Weitere Charakteristika der Lackminiaturen aus Mstjora sind die Verwendung von Ornamenten, Blumenkompositionen und die Darstellung der Landschaft. Oft sind die Miniaturen aus Mstjora auch mit pflanzlichen oder geometrischen Mustern verziert. Fein ausgearbeitete Ornament, die typischerweise in Gold gezeichnet sind, umrahmen die Miniaturen.
Die menschlichen Figuren sind klein dargestellt und oft von Häusern, Bäumen oder Tieren umgeben. Die Miniaturen zeigen historische Persönlichkeiten, Folklore, sowie literarische und historische Werke.
Für die kommunistische Zeit des Atheismus ist charakteristisch, das auf den Lackminiaturen aus Mstjora der blaue Himmel dargestellt wurde. Die Ikonenmaler aus Mstjora hatten schon ihre Ikonen mit einem Hintergrund versehen, der zum jeweiligen Heiligen oder zur dargestellten Heiligengeschichte passte. Der Himmel war die Grenze zwischen dem Diesseits und dem Jenseits.
Die Orte der Handlung der Miniaturbildern sind sehr oft sorgfältig und sehr detailliert gemalte Landschaften oder Gesellschaften an russischen Zarenhöfen. Typisch ist der Hintergrund aus tief gestaffelten Landschaften, oft mit Tälern. Im Gegensatz dazu haben die Lackminiaturen aus Palech und Fedoskino meist nur einen einfachen schwarzen Hintergrund ohne Landschaften. Typischerweise haben die Lackminiaturen aus Palech große Figuren, die auch noch großzügig mit Gold ausgemalt sind.
In neuerer Zeit werden oft mehrere Episoden in einer Bildkomposition vereint, die Landschaft wird sehr stark stilisiert abgebildet, die Motive sind dekorativer und die Bilddarstellung ist nicht mehr so dreidimensional.

## Gegenwart
Über 100 Miniatur-Maler bilden heute den Kern der Vereinigung „Zentrum für traditionelle Miniaturen aus Mstjora“ („Центр традиционной мстерской миниатюры“).
Das Museum mit Lackminiaturen, Ikonen und Stickereien in Mstjora befindet sich im ehemaligen Kloster von Mstjora.